# Santiago Arias
Artikeln följer den spanska namnseden; faderns efternamn är Arias och moderns efternamn Naranjo.
Santiago Arias Naranjo (spanskt uttal: [sanˈtjaɣo ˈaɾjas]), född 13 januari 1992 i Medellín i Colombia, är en colombiansk fotbollsspelare som spelar som högerback. Han spelar även för Colombias landslag. Arias har tidigare spelat för La Equidad, Sporting Lissabon, PSV Eindhoven, Atlético Madrid, Bayer Leverkusen och Granada.

## Klubbkarriär
Den 31 juli 2018 stod det klart att Arias lämnade PSV för Atlético Madrid. Affären kostade Atlético 11 miljoner euro och han skrev på för fem år. Den 24 september 2020 lånades Arias ut till tyska Bayer Leverkusen på ett låneavtal över säsongen 2020/2021. Den 30 augusti 2021 lånades han ut till Granada på ett säsongslån.

## Landslagskarriär
Santiago Arias var uttagen i Colombias trupp till VM 2014 och 2018. Han var även med när Colombia tog brons i Copa Ámerica 2016.